# Lichtenštejnský kníže

Služební standarta panujícího lichtenštejnského knížete

Lichtenštejnský kníže (v němčině se užívá termínu Landesfürst – "zemský kníže") je oficiální panovnický titul hlavy Lichtenštejnského knížectví. Jeho institucionální a politická práva a odpovědnost jsou definovány ve II. kapitole lichtenštejnské ústavy. Kníže je společně s občany knížectví jedním ze dvou pilířů lichtenštejnské suverenity. Jako panovník má rozsáhlé pravomoci, jež jsou však obvykle z větší části delegovány na vládu.

## Legislativa
Protože Lichtenštejnské knížectví je dle své ústavy dědičnou konstituční monarchií, stojí výkon moci na demokratických principech parlamentarismu. Úřad zemského knížete je agnatický, tj. dědičný v mužské linii, proto je vykonáván vždy mužským členem domu Lichtenštejnů. Od roku 1989 je lichtenštejnským zemským knížetem Hans-Adam II., nicméně většinu státních záležitostí vykonává od srpna 2004 jeho syn, korunní princ Alois, coby princ-regent. 

## Titul
Oficiální titul lichtenštejnského knížete zní Jeho jasnost kníže z a na Lichtenštejnu, vévoda opavský a krnovský, hrabě z Rietbergu, vládce domu z a na Lichtenštejnu (německy Fürst von und zu Liechtenstein, Herzog von Troppau und Jägerndorf, Graf zu Rietberg, Regierer des Hauses von und zu Liechtenstein).